# Göta Kanal (Vättern-Roxen)
Göta Kanal (Vättern-Roxen) este o arie protejată (arie specială de conservare — SAC, sit de importanță comunitară — SCI) din Suedia întinsă pe o suprafață de 110,6 ha, integral pe uscat.

## Localizare
Centrul sitului Göta Kanal (Vättern-Roxen) este situat la coordonatele 58°32′37″N 15°03′38″E / 58.5437°N 15.0606°E.

## Înființare
Situl Göta Kanal (Vättern-Roxen) a fost declarat sit de importanță comunitară în aprilie 2004 pentru a proteja 1 specie de animale. Situl a fost protejat și ca arie specială de conservare în martie 2011.

## Biodiversitate
Situată în ecoregiunea boreală, aria protejată nu include niciun habitat protejat.
La baza desemnării sitului se află o specie protejată de  nevertebrate: Anthrenochernes stellae.